# Tert-Butylcarbazat
tert-Butylcarbazat ist ein mit einer Boc-Schutzgruppe versehenes Hydrazin und eignet sich zum Aufbau substituierter Hydrazine, sowie von anderen vielseitig einsetzbaren tert-butylgeschützten stickstoffhaltigen Zwischenstufen (engl. intermediates), wie z. B. tert-Butylazidoformat (Boc-azid), tert-Butylhydrazodiformat (N,N′-Di-Boc-hydrazin) und dessen Oxidationsprodukt tert-Butylazodiformat (Di-tert-butylazodicarboxylat).

## Herstellung
Die im Arbeitskreis von Louis A. Carpino ausgearbeiteten Laborsynthesen von tert-Butylcarbazat gehen im als Method I bezeichneten Syntheseweg aus von S-Methylchlorthioformiat, das mit tert-Butanol zum tert-Butyl-S-methylthiolcarbonat reagiert und mit Hydrazinhydrat in 41 bis 55%iger Gesamtausbeute Boc-hydrazin liefert.
Eine andere Verfahrensvariante (Method II) startet mit Chlorameisensäurephenylester (Phenylchlorformiat), der mit tert-Butanol tert-Butylphenylcarbonat ergibt, das wiederum mit Hydrazinhydrat in 63 bis 74%iger Gesamtausbeute zu Boc-hydrazin reagiert.
Während Method I sich auch für größere Ansätze eignet und ein kristallines Produkt liefert, wird nach Methode II statt der übelriechenden Thioverbindung das giftige und stechend riechende Phenylchlorformiat verwendet und Boc-hydrazid in deutlich besseren Ausbeuten, allerdings als schwer kristallisierbares Öl erhalten.
Beide Organic-Syntheses-Methoden erscheinen präparativ aufwendig, umständlich und wenig effizient.
Wesentlich einfacher und sicherer erscheint dagegen die Synthese über Boc-imidazol aus dem leicht zugänglichen und gut handhabbaren Carbonyldiimidazol und tert-BuOH und Umsetzung mit Hydrazin.
Eine etwas neuere Alternativroute ausgehend von tert-Butylethylcarbonat (aus Chlorameisensäureethylester und tert-Butanol) und dessen Umsetzung mit Hydrazinhydrat bietet wegen langer Reaktionszeiten und geringer Gesamtausbeute (28 %) keine erkennbaren Vorteile.

## Eigenschaften
tert-Butylcarbazat ist in Reinsubstanz ein weißer kristalliner Feststoff, der sich in Alkoholen löst. Wegen seines niedrigen Schmelzpunkts liegt die auch nur leicht verunreinigte Substanz als Öl vor.

## Anwendungen
In den 1970er Jahren wurde tert-Butylcarbazat als Ausgangsverbindung für das als „carbo-tert-butoxylation agent of choice“ propagierte tert-Butylazidoformiat zur Einführung der Boc-Schutzgruppe in der Peptidsynthese von vielen Arbeitskreisen bearbeitet. Wegen seiner Giftigkeit und Gefährlichkeit (Explosionsgefahr!) ist die Verwendung von tert-Butylazidoformiat (Boc-azid) zur Einführung der Boc-Schutzgruppe angesichts sicherer Alternativen, wie z. B. Di-tert-butyldicarbonat (Boc-anhydrid, Boc2O) heutzutage nicht mehr vertretbar.
Das symmetrisch tert-butoxycarbonylsubstituierte Hydrazin tert-Butylhydrazodiformiat (N,N'-di-Boc-hydrazin) ist durch tert-Butoxycarbonylierung von tert-Butylcarbazat mittels Boc-azid bzw. einfacher und sicherer mittels Boc2O bei Raumtemperatur in 85%iger Ausbeute zugänglich.
Mit N-Bromsuccinimid kann Di-Boc-hydrazin glatt zu tert-Butylazodiformiat oxidiert werden, das als Dienophil mit Dienen, wie z. B. Cyclopentadien in einer Hetero-Diels-Alder-Reaktion zum entsprechenden Diazanorbornen reagiert.
Aus dem Arbeitskreis von Stephen L. Buchwald stammt eine regioselektive Synthese hochsubstituierter Pyrrole mit dem Schlüsselreagenz tert-Butylhydrazodiformiat.
Ausgehend von Boc-hydrazin ist durch Umsetzung mit para-Toluolsulfonsäurechlorid (Tosylchlorid) das beidseitig geschützte Hydrazinderivat 1-Boc-2-tosylhydrazin (71 % Ausbeute) zugänglich,.
mit dem in McFadyen-Stevens-Reaktionen aus aliphatischen und aromatischen Carbonsäuren unter milden Bedingungen und in meist hohen Ausbeuten die entsprechenden Aldehyde erhalten werden.
Eine wichtige Reaktionsstufe in der Synthese des HIV-Proteaseinhibitors Atazanavir ist die Einführung einer Hydrazingruppe durch Hydrazonbildung mit Boc-hydrazin.